# SD採炭
SD採炭（SDさいたん）は、日本の北海道にある太平洋炭礦及び釧路コールマインで行われていた石炭の採掘方法。
「シールド」自走枠の"S"、「ドラム」カッターの"D"を組み合わせた造語である。

## 機械化採炭の歴史
前史として、機械化採炭は摩擦鉄柱とカッペという金属梁を使った切羽支保、H型のパンツァーコンベア（略称PC）が普及した戦後から発展した。戦前は、木柱木梁による切羽支保を切羽面に接するように施さなければならず、コンベアの移設に難渋し、コールカッターは下盤の上に直置きされており截炭作業も容易ではなかった。鉄柱カッペ採炭では、片持ち梁で切羽の天盤を支えられるため、コンベアの移設も容易であり、コールカッターをH型のコンベアの上に載せて走行させることにより截炭作業が容易になる恩恵もあった。
木柱木梁時代は、カッターで下盤の炭を透かして発破で崩し、石炭をすくい終えた後にその都度コンベアを解体し移設していた。鉄柱カッペ導入により解体せずに移設が可能となり、画期的であった。
鉄柱カッペ採炭は、コールカッターと発破を組み合わせた採炭方法によく適合する一方で、裸天盤が徐々に生じるホーベル採炭やドラムカッター採炭には不適であった。裸天盤を少しでも減らすために千鳥型の鉄柱配列をおこなったが、千鳥型の鉄柱配列は切羽内の通行や作業に支障をきたすので、最適ではなかった。

## 太平洋炭礦における自走枠の歴史
太平洋炭礦における自走枠は、ドイツのフェロマティック社のフェロマティック旋回式自走枠に始まり、三井三池製作所のIU枠（Uの字の中にIの字型の部材が先行し、Uの字型の部材が後行する自走枠）、UI枠（Uの字型の部材が先行し、Iの字の部材が後行する自走枠）、UU枠（Uの字型の部材を2つ組み合わせた自走枠）と導入されたが、支持力や移設能力不足、荷重が不均等に掛かる等の問題を解決できず、水圧鉄柱支保に逆戻りした。
UI枠による機械化薄層採炭は技術的には達成できたものの、薄層に起因する保安上の問題が多発し、労働組合の申し入れにより中止された。
自走枠による採炭に転機が訪れたのは、三井三池製作所が技術提携していたソ連のOMKT（オーエムカーテー）枠の導入によってである。従来の枠とは違い、部材を交互に移設するのではなく、枠が一つの部材で完結しており、移設が一回で終わる上に、古洞側にシールドと言う覆いがあるので古洞からのズリのバレ込みなく保安上も有利であった。
しかし、OMKT枠も万全ではなく、支柱を1本から2本に強化し、天盤を支えるカッペの面積を広くする等の改良をおこなったが決定打に欠き、MK（エムカー）枠をベースに4本柱のSMK（エスエムカー）枠を開発した。

## SDを構成する機器類

### シールド自走枠
OMKT枠に始まり、実用に十分耐えるSMK枠から、採掘フィールドの深部化に伴う支持力が大なるシールド自走枠に順次改良強化されていった。太平洋炭礦が最後に導入したシールド自走枠は、ドイツのDBT社のTH-7型枠で2本柱の自走枠となった。

### ドラムカッター
ドラムカッターは当初はシングルレンジグ（首振り型）ドラムカッターであったが、後にダブルレンジングドラムカッターに切り替えた。メーカーは、三井三池製作所及びドイツのアイコフ社の物が使われていた。
シールド自走枠同様、最後に導入された物は外国製で、アメリカのJOY社の4LS-5 型の1ドラム1モーター型のものとした。
ドラムカッターと言う呼称は日本独自のもので、英語圏はドラムシアラと言う。

### 切羽パンツァーコンベア
パンツァーコンベアは当初はダブルチェーンコンベア（チェーンとスクレーパーが縄梯子状の形状をしている）から、センターチェーンコンベア（スクレーパーの中央にチェーンが繋がっている）になり、海外製のパンツァーコンベアに切り替える前にはダブルセンターチェーンコンベア（センターチェーンをダブルにしたもの）を使用していた。三井三池製作所のシールド自走枠を使用していた際のパンツァートラフはボックス型、DBT社のシールド自走枠に切り替えた際に、シグマ型のトラフになった。
なお、パンツァーコンベアの英語名称は、Armored Face Conveyer（略称AFC）である。

### ホーベル（コールプレーナ）
ドラムカッターはヘリカル型を使用していたので積み込み能力はあるが、下盤の切り残し炭や残炭積み込みのためにホーベルが使われていた。残炭の積み込み及び下盤の切り残し炭処理のために装備されていたホーベルは最終的に用いられなくなった。残炭は、トラフの切羽面側の形状を切羽面に押し付けた際に積み込めるようにして、処理するようにした。

### ステージローダー
ゲートのベルトコンベアと切羽パンツァーコンベアを中継する装置で、当初はダブルチェーンコンベアが使用されていたが、最終的にはセンターチェーンコンベアが使用された。ステージローダーには大塊を処理するロールサイザー（クラッシャ）が付属している。また、ステージローダーの上部には、切羽機器のスイッチ類（マインパワーセンター：略称MPC）や盤打ちに用いるバックホーが搭載されている。

### 切羽の機器配置
太平洋炭礦のSD採炭は、当初こそ、コンベアやホーベルの駆動部を配置するステーブル（機械）座を有していた。後の切羽から、コンベアやホーベルの駆動モーターに大容量の物を用い、片肺で駆動させることにより風坑ステーブル座を廃し、ゲートステーブル座はゲート坑道に駆動モーターを配置し、ゲートパンツァーに石炭を流し込むセパレータと言う中間掻き板装置を開発することにより廃した。ステーブル座を有すると、切羽内での人力作業を廃することが出来ず重装備機械化による能率の向上を阻害する。
当初は片肺運転であったホーベルとパンツァーコンベアも切羽面伸長に伴い、両肺運転に変更されたが、風坑側のコンベア駆動用モーターは横抱き、ホーベルはT型配置とした。

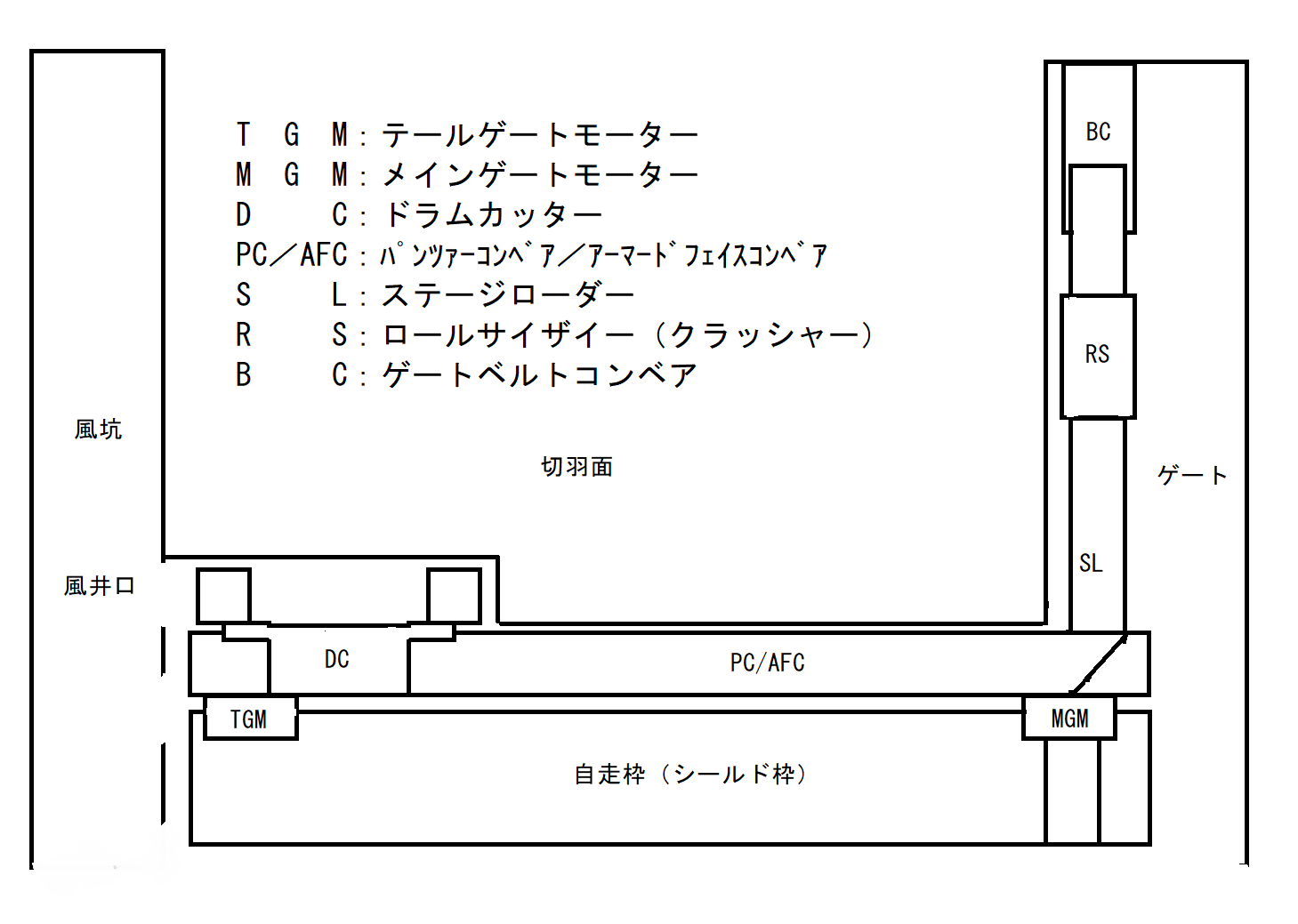

ホーベルの駆動用モーターも後に横抱き方式の片肺運転に切り替えられた。

### その他
太平洋炭礦では、SDと言う独自の名称が使われていたが、他の炭鉱では、シールド自走枠とドラムカッター、シールド自走枠とホーベル、鉄柱カッペとホーベル、鉄柱カッペとドラムカッターの組み合わせであれ、独自の名称は使われず、長壁式採炭の英語名称であるLong-wall miningの略称であるロングと呼称していていた。
最初に導入したシールド自走枠が旧ソ連のものであったこともり、三井三池製作所ので造られた物は、英語読みではなく、ロシア語読みで自走枠のモデル名を呼称していた。